# 종이 도시
《종이 도시》(Paper Towns)는 미국의 작가 존 그린의 소설이다. 2008년 10월 16일 듀턴 북스에 의해 발행되었다. 2015년 영화화가 결정되어 《페이퍼 타운》이라는 이름으로 공개될 예정이다.